# ثبات باقي العوامل
Ceteris paribus هو مصطلح لاتيني يستخدم اليوم في المواد العلمية، وخصوصا علم الاقتصاد.

## الترجمة
للمصطلح عدد من الترجمات كلها متشابه، مثل ثبات باقي العوامل، أو مع بقاء العوامل الأخرى ثابتة، أو فرضية بقاء المتغيرات الأخرى على حالها، أو بقاء الأمور على ما هي عليه.

## المنطق
المصطلح يستخدم حين محاولة دراسة تأثير عامل واحد على عامل آخر محدد. فحين نقارن مثلا بين الكمية التي يرغب الفرد في شرائها والسعر، فعادة ما يقتضي هذا بالتسليم بأن الدخل ثابت وأن الأذواق لا تتغير، وإلا فإن الكمية المراد شرائها قد تتغير تبعاً لتَغُير الدخل والأذواق وليس بسبب تقلب الأسعار فحسب.